# Pierre Verberght
Pierre Verberght is een cartograaf, die zijn werkzame leven is begonnen als binnenschipper. In die branche is hij bekend als de 'Donau-paus'. Hij heeft zich jarenlang ingespannen voor het in kaart brengen van de Donau voor de scheepvaart. Hij publiceerde sinds 1993 in eigen beheer zijn handgetekende pakweg 300 navigatiekaarten met bakens, ondieptes, vaargeulen enz. van zo'n 3500 km Donau-vaarwegen, inclusief de parallelle vaarwegen in de Delta, die hij jaarlijks steeds verder heeft geactualiseerd. Zijn vele cartografische werk in het pre- en postdigitale tijdperk was van niet te onderschatten waarde voor de nautische veiligheid. 
Daarnaast heeft hij het sterk opgenomen voor de bedrijfstak in het overleg met de overheid. Als binnenvaartondernemer maakte hij jarenlang deel uit van het bestuur van de Vereniging van Belgische Reders der Binnen- en Rijnvaart. Hij was een paar jaar leraar voor praktijk- en theorieopleiding op het Cenflumarin op Antwerpen Linkeroever en schreef hij diverse opleidingsboeken voor de binnenvaart.
Hij heeft daarbij veel steun verleend aan collega’s, die problemen ondervonden op voornamelijk de benedenloop van de Donau en heeft hij meermaals als  onbezoldigd diplomaat onderhandeld met lokale autoriteiten om hen uit de brand te helpen. Om ook de Nederlandse schippers op de hoogte te houden van de ontwikkelingen op de Donau en in België bezocht hij zo veel mogelijk de jaarlijkse algemene ledenvergaderingen van de afdelingen van Koninklijke Schippersvereniging "Schuttevaer". Omdat de bestaande kennis niet verloren mag gaan en zoveel mogelijk bewaard moet blijven, uitgewerkt worden en gedeeld met de bestaande en vooral aankomende generatie. Vanaf 2020 heeft hij vanwege de problemen van COVID-19 niet langer zijn tweemaal jaarlijkse reis langs de Donau kunnen maken en is daar mee gestopt. Hij heeft geen opvolgers die het van hem gaan of kunnen overnemen. 

## Biografie
Pierre Verberght werd geboren op het sleepschip Arbon, 1386 ton, met thuishaven Antwerpen, als kind in een kroostrijk Belgisch gezin. Samen met zijn oudere broer Herman, van het motorschip Arona, zat hij zes jaar bij de broeders op het internaat in Oudenbosch. Daarna een kleine 3 jaar in Visé om alleen de Franse taal te leren. Duits al varende en Engels via de TV. Hij is op z'n 13e als matroos gaan varen bij zijn vader. Na enkele jaren heeft hij twee jaar bij de Belgische marine gediend en is hij drie maal naar de toenmalige Belgisch-Congo gevaren. Daarna heeft hij de opgelegde Cleconjean (1300 ton), de latere Albano, weer in de vaart gebracht. Gleconjean komt van Gustaaf-Leonard-Constant-Jean-Annie. Hij loste het probleem op van het aan de praat brengen van de Krupp motor, waar er maar acht van zijn gebouwd. De vorige eigenaar was verongelukt. Op dat schip vond hij zijn vrouw Tilly, die daar haar jeugd op had doorgebracht. In de 60-er jaren maakte hij met zijn echtgenote negen reizen met erts per maand, van Rotterdam naar het Ruhrgebied. Hij heeft ook een nieuw schip laten bouwen, waar zijn twee zonen later op zijn gaan varen.  Verberght behoorde vanaf de opening van het Rijn-Main-Donau kanaal in 1992, vlak na het optrekken van het IJzeren Gordijn in Midden-Europa, tot de eerste West-Europese schippers die de nieuwe vaarweg met hun eigen schip verkenden.

## Navigatiekaarten
Pierre was volgens zijn vader al op 6-jarige leeftijd begonnen met het tekenen van een kaart. Het professioneel tekenen begon met 7 Belgische vaarkaarten en een vaarkaart van Noord Frankrijk. 
De Donaukaarten van Pierre Verberght bestaan van de Rijn tot aan de Donau uit 3 vaarkaarten, van Kostheim tot Kelheim en van Kelheim  tot in  de Zwarte zee 10 vaarkaarten met drie zeehavens. Daarnaast werden ook van de Tisza en Sava kaarten samengesteld. Deze zijn elk 550 km lang. In twee dikke boeken  van 2 cm. dik. maar in gewoon papier en van twee kanten  gedrukt. Het gaat dan om zo'n 3500 kilometer, per blad een kilometer of tien. Met alle ondieptes, ook de slecht gemarkeerde. Veel praktische informatie over waterhoogten, ligplaatsen, oevers, faciliteiten, bunkerstations en zo meer.  Al de vaarkaarten  van de Main en Donau worden met de hand door zijn vrouw gekleurd. Elke vaarkaart heeft circa 350 tonnen per vaarkaart, als er 30 vaarkaarten gedrukt worden dan zijn dat 1000  groene of rode tonnen te kleuren.  
Verberght ging tweemaal per jaar wekenlang praten met lokale autoriteiten over knel- en verbeterpunten van Kelheim tot aan de Donau-delta. In totaal had hij daarvoor in 2019 al zo'n 44 reizen gemaakt, twee miljoen kilometers afgelegd en zes auto’s versleten. Van zijn Donau-boeken worden er nog elk jaar 2000-3000 verkocht.
Elektronische vaarkaarten concurreren met deze kaarten, maar hebben (nog) niet dezelfde mate van gedetailleerdheid. De Perescal Group heeft inmiddels een volmacht de informatie in de Inland ECDIS kaarten over te nemen.

## Onderscheidingen
- In 2007 reikte de toen nieuwe Nederlandse staatssecretaris van het Ministerie van Verkeer en Waterstaat Tineke Huizinga hem de Christelijke Bond van Ondernemers in de Binnenvaart (CBOB) binnenvaartondernemerswisseltrofee 2007 uit, als grote waardering vanuit de branche.[8]
- Pierre Verberght is sinds 25 april 2019 Ridder in de Orde van Oranje-Nassau. De versierselen werden hem opgespeld door de Nederlandse consul-generaal in Antwerpen, Bert van der Lingen, in diens ambtswoning in het Antwerpse stadsdeel Wilrijk. Hij was van tevoren niet op de hoogte gebracht. [9][10]

## Privé
Hij is in 1963 getrouwd met zijn vrouw Tilly, de dochter van de familie Jorens.